# Cocu, Argeș
Cocu là một xã thuộc hạt Argeș, România. Dân số thời điểm năm 2002 là 2697 người.